# Sbor dobrovolných hasičů Kunratice

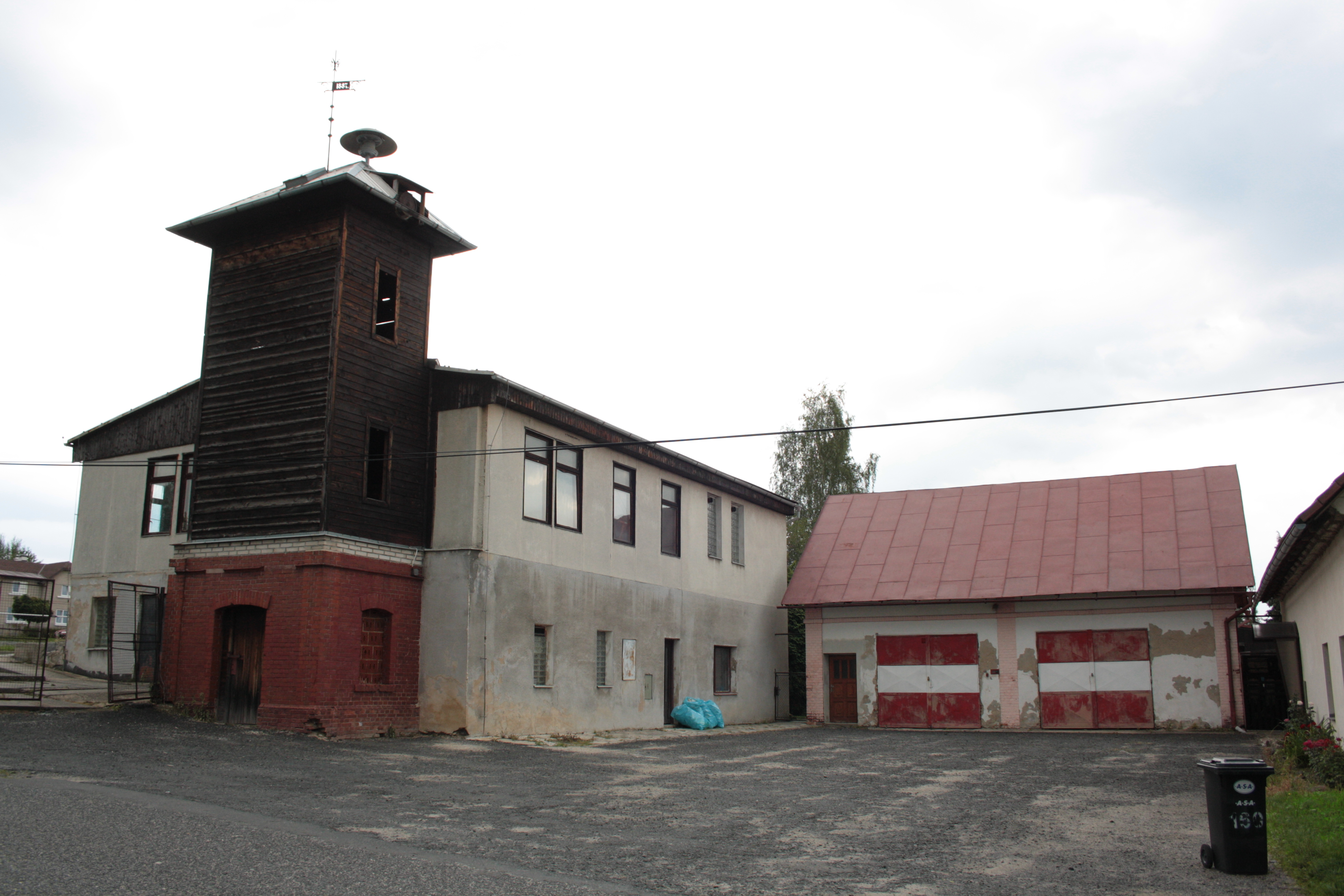
Hasičská zbrojnice v Kunraticích

Sbor dobrovolných hasičů Kunratice je organizace pomáhající při požární ochraně či záchraně majetku, a to jak přímo v Kunraticích, tak také v jejich okolí. Vznikly roku 1876, když příčinou pro jejich založení se stala událost, ke které došlo 20. srpna předchozího roku (1875). Tehdy následkem zásahu blesku do základů vyhořel dům číslo popisné 29 v Kunraticích. Ve stejném období byly založeny i sbory v Dětřichově a ve Větrově. Kunratičtí hasiči pravidelně pořádají soutěž v požárním sportu nazvanou „O pohár obce Kunratice“.
Při oslavách 140. výročí založení (2016) získal sbor do svého užívání automobil Lada Niva, který pokřtil tehdejší frýdlantský římskokatolický farář Vít Audi.
Členové sboru pravidelně kandidují v obecních volbách a jejich kandidáti jsou voleni do zastupitelstva Kunratic.